# پولنفلد
پولنفلد (به آلمانی: Pollenfeld) یک شهر در آلمان است که در آیشتت واقع شده‌است.

## خصوصیات
پولنفلد ۴۵٫۶۶ کیلومترمربع مساحت دارد ۵۳۴ متر بالاتر از سطح دریا واقع شده‌است.